# خطة الدرس
خطة الدرس هي وصف تفصيلي للمعلم لدورة التدريس أو «مسار التعلم» للدرس. يتم تطوير خطة الدرس اليومية من قبل المعلم لتوجيه التعلم في الفصل. ستختلف التفاصيل اعتمادًا على تفضيل المعلم والمادة التي يتم تغطيتها واحتياجات الطلاب. قد توجد هناك متطلبات يفرضها النظام المدرسي فيما يخص الخطة. خطة الدرس هي دليل المعلم لإدارة درس معين، وتتضمن الهدف (ما يفترض أن يتعلمه الطلاب)، وكيف سيتم الوصول إلى الهدف (الطريقة، الإجراء) وطريقة لقياس مدى جودة الهدف وصلت (اختبار، ورقة عمل، واجبات منزلية، إلخ).

## الفئات الرئيسية للعلاقات التكافلية

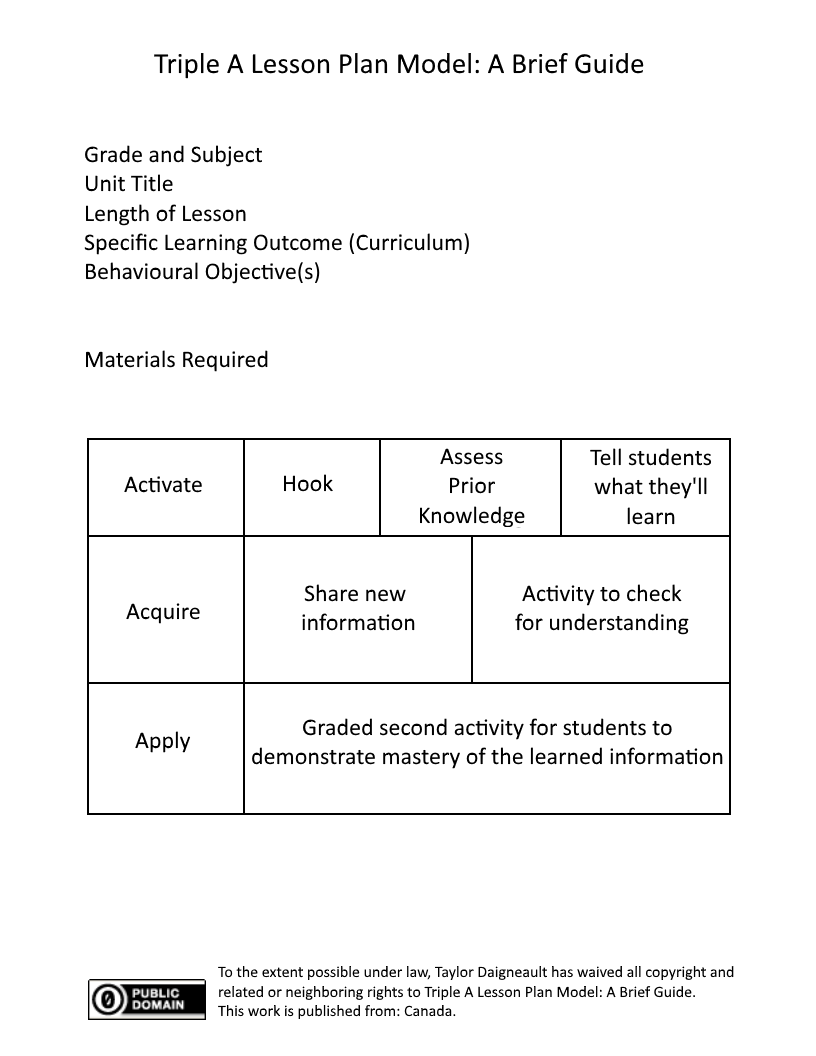
يرتب نموذج "Triple A" للتخطيط درسًا في تسلسل تنشيط التعلم واكتساب تعلم جديد وتطبيق التعلم

في حين أن هناك العديد من التنسيقات لخطة الدرس، فإن معظم خطط الدرس تحتوي على بعض أو كل هذه العناصر، عادة بهذا الترتيب:
- عنوان الدرس
- الوقت المطلوب لإكمال الدرس
- قائمة المواد المطلوبة
- قائمة الأهداف ، التي قد تكون أهدافًا سلوكية (ما يمكن للطالب القيام به عند إكمال الدرس) أو أهداف معرفة (ما يعرفه الطالب عند الانتهاء من الدرس)
- المجموعة (أو الرصاص أو الجسر) التي تركز الطلاب على مهارات أو مفاهيم الدرس — وتشمل إظهار الصور أو النماذج أو طرح الأسئلة الرائدة أو مراجعة الدروس السابقة
- مكون تعليمي يصف تسلسل الأحداث التي يتكون منها الدرس، بما في ذلك المدخلات التعليمية للمعلم والممارسة الموجهة عند الاقتضاء من قبل الطلاب لتعزيز المهارات والأفكار الجديدة
- ممارسة مستقلة تتيح للطلاب توسيع المهارات أو المعرفة بأنفسهم
- ملخص ، حيث يختتم المعلم المناقشة ويجيب عن الأسئلة
- مكون التقييم ، اختبار لإتقان المهارات أو المفاهيم التي يتم إرشادها — مثل مجموعة من الأسئلة للإجابة أو مجموعة من التعليمات التي يجب اتباعها
- تقييم للمخاطر حيث يتم توثيق مخاطر الدرس والخطوات المتخذة لتقليلها
- مكون تحليل يستخدمه المعلم للتفكير في الدرس نفسه — مثل ما نجح وما يحتاج إلى تحسين
- يراجع مكون الاستمرارية وينعكس على محتوى الدرس السابق

### نهج Herbartian: Fredrick Herbart (1776-1841)
وفقًا لـ Herbart ، هناك ثماني مراحل لخطة الدرس تم تصميمها لتوفير «العديد من الفرص للمعلمين للتعرف على المفاهيم الخاطئة لدى الطلاب وتصحيحها مع توسيع الفهم للدروس المستقبلية». هذه المراحل هي: المقدمة، التأسيس، تنشيط الدماغ، مجموعة المعلومات الجديدة، التوضيح، الممارسة والمراجعة، الممارسة المستقلة، والإغلاق.
1. الإعداد / التدريس: يتعلق بإعداد الأطفال وتحفيزهم على محتوى الدرس من خلال ربطه بالمعرفة السابقة للطالب، عن طريق إثارة فضول الأطفال ومن خلال مناشدة حواسهم. هذا يجهز عقل الطفل لتلقي المعرفة الجديدة. «إن معرفة مكان التلاميذ وأين يجب أن يحاولوا أن يكونوا هم أساسيات التدريس الجيد.» يمكن بدء الدروس بالطريقة التالية: أ. سؤالان أو ثلاثة أسئلة مهمة ولكنها ذات صلة ب. عرض صورة أو رسم بياني أو نموذج ج. بيان حالة الهدف: الإعلان عن تركيز الدرس في بيان واضح ومختصر مثل «اليوم، سوف ندرس. .».
2. عرض / تطوير: يبدأ الدرس الفعلي هنا. يجب أن تنطوي هذه الخطوة على قدر كبير من النشاط من جانب الطلاب. سوف يقوم المعلم بمساعدة الأجهزة المختلفة، مثل الأسئلة، الرسوم التوضيحية، الشرح، المعارض، العرض والوسائل الحسية، إلخ. يمكن تقديم المعلومات والمعرفة أو شرحها أو الكشف عنها أو اقتراحها. يجب مراعاة المبادئ التالية. أ. مبدأ الاختيار والتقسيم: يجب تقسيم هذا الموضوع إلى أقسام مختلفة. يجب على المعلم أيضًا أن يقرر مقدار ما سيقوله ومقدار التلاميذ ليكتشفوا أنفسهم. ب. مبدأ التسلسل المتتالي: يجب على المعلم التأكد من أن المعرفة اللاحقة والسابقة واضحة للطلاب. ج. مبدأ الامتصاص والاندماج: في النهاية يجب أن يتبع الفصل بين الأجزاء مزيجهما لتعزيز فهم الكل.
3. مقارنة الارتباط: من المستحسن دائمًا أن ترتبط الأفكار أو المعارف الجديدة بأوضاع الحياة اليومية عن طريق الاستشهاد بأمثلة مناسبة ورسم مقارنات بالمفاهيم ذات الصلة. هذه الخطوة مهمة عندما نقوم بإنشاء مبادئ أو تعميم التعاريف.
4. التعميم: يهتم هذا المفهوم بتنظيم المعرفة المكتسبة. تؤدي المقارنة والتباين إلى التعميم. يجب بذل جهد لضمان استخلاص الطلاب للاستنتاجات بأنفسهم. يجب أن يؤدي إلى تفكير الطلاب والتفكير والخبرة.
5. التطبيق: يتطلب قدرا كبيرا من النشاط العقلي للتفكير وتطبيق المبادئ المستفادة في المواقف الجديدة. المعرفة، عندما يتم استخدامها والتحقق منها، تصبح واضحة وجزءًا من التكوين العقلي للطالب.
6. التلخيص: الخطوة الأخيرة من خطة الدرس، يحاول المعلم التأكد مما إذا كان الطلاب قد فهموا أو فهموا الموضوع أم لا. يستخدم هذا لتقييم / تقييم فعالية الدرس عن طريق طرح أسئلة على الطلاب حول محتويات الدرس أو من خلال إعطاء أهداف قصيرة لاختبار مستوى فهم الطالب؛ على سبيل المثال، لتسمية أجزاء مختلفة في رسم تخطيطي، إلخ.

### خطط الدرس وخطط الوحدات
تعكس خطة الدرس المتطورة اهتمامات واحتياجات الطلاب. يتضمن أفضل الممارسات في المجال التعليمي. ترتبط خطة الدرس بفلسفة المعلم في التعليم، وهو ما يشعر به المعلم وهو الغرض من تعليم الطلاب.
خطط دروس برنامج اللغة الإنجليزية الثانوية، على سبيل المثال، تتمحور عادةً حول أربعة مواضيع. وهي موضوع أدبي وعناصر اللغة والتكوين والتاريخ الأدبي والنوع الأدبي. يُفضل استخدام خطة درس موضوعية واسعة النطاق، لأنها تتيح للمعلم إنشاء مهام بحث وكتابة ومحادثة وقراءة متنوعة. تساعد المدرس على تعليم أنواع الأدب المختلفة ودمج أشرطة الفيديو والأفلام والبرامج التلفزيونية. أيضا، يسهل تعليم الأدب واللغة الإنجليزية معا. وبالمثل، تركز خطط دروس التاريخ على المحتوى (الدقة التاريخية ومعلومات الخلفية)، والتفكير التحليلي، والسقالات، والتطبيق العملي لهيكل الدرس وتلبية الأهداف التعليمية. تحدد متطلبات المدرسة والأذواق الشخصية للمعلم، بهذا الترتيب، المتطلبات الدقيقة لخطة الدرس.
تتبع خطط الوحدات نفس تنسيق خطة الدرس، ولكنها تغطي وحدة عمل كاملة، والتي قد تمتد لعدة أيام أو أسابيع. قد لا تتطلب أساليب التدريس البنائية الحديثة خطط دروس فردية. قد تتضمن خطة الوحدة أهدافًا وجداول زمنية محددة، ولكن يمكن أن تكون خطط الدروس أكثر مرونة لأنها تتكيف مع احتياجات الطلاب وأنماط التعلم.
تخطيط الوحدة هو الاختيار الصحيح لأنشطة التعلم التي تقدم صورة كاملة. تخطيط الوحدة هو ترتيب منهجي للموضوع. «خطة الوحدة هي خطة تتضمن سلسلة من خبرات التعلم المرتبطة بتحقيق الأهداف التي تتكون من المنهجية والمحتويات» (Samford). «الوحدة هي منظمة للأنشطة والخبرات وأنواع التعلم المختلفة حول مشكلة أو غرض مركزي تم تطويرها بشكل تعاوني من قبل مجموعة من التلاميذ تحت قيادة معلم تشمل التخطيط وتنفيذ الخطط وتقييم النتائج» (قاموس التعليم).
1. يجب مراعاة الاحتياجات والقدرات واهتمام المتعلم.
2. أعدت على المعرفة النفسية السليمة للمتعلم.
3. تقديم تجربة تعليمية جديدة؛ منهجي لكن مرن.
4. الحفاظ على انتباه المتعلم حتى النهاية.
5. تتعلق بالبيئة الاجتماعية والمادية للمتعلم.
6. تنمية شخصية المتعلم.

من المهم ملاحظة أن تخطيط الدرس هو عملية تفكير وليس ملء نموذج لخطة الدرس. يُتوخى أن تكون خطة الدرس بمثابة خريطة زرقاء وخريطة إرشادية للعمل، ومخططًا شاملاً لأنشطة التعلم والتعليم في الفصول الدراسية، ونهجًا مرنًا ولكن منهجيًا لتدريس المفاهيم والمهارات والمواقف.
أول شيء لتحديد خطة الدرس هو إنشاء هدف، أي بيان الغرض من الدرس بأكمله. يجب أن يجيب البيان الموضوعي على ما يمكن للطلاب القيام به بحلول نهاية الدرس. الهدف يحرك خطة الدرس بأكملها؛ هذا هو سبب وجود خطة الدرس. يجب على المعلم التأكد من أن أهداف خطة الدرس متوافقة مع المستوى التنموي للطلاب. يضمن المعلم أيضًا أن تكون توقعات تحصيل الطلاب معقولة.

### تسليم خطط الدرس
تم وضع الإرشادات التالية من قبل المجلس الكندي للتعلم لتعزيز فعالية عملية التدريس:
- في بداية التدريس، قدم للطلاب صورة شاملة للمادة التي سيتم تقديمها. عند تقديم المواد، استخدم أكبر عدد ممكن من الوسائل البصرية ومجموعة متنوعة من الأمثلة المألوفة. قم بتنظيم المواد بحيث يتم تقديمها بطريقة منطقية وبوحدات ذات معنى. حاول استخدام المصطلحات والمفاهيم المألوفة للطلاب بالفعل.
- تعظيم التشابه بين حالة التعلم وحالة التقييم وتوفير ممارسة التدريب المناسبة. امنح الطلاب الفرصة لاستخدام مهاراتهم الجديدة فور عودتهم إلى المنزل من خلال المهام. قم بتوصيل الرسالة حول أهمية الدرس، وزيادة مستوى التحفيز لديهم، والتحكم في سلوكيات التهميش من خلال تخطيط المكافآت للطلاب الذين أكملوا بنجاح المحتوى الجديد ودمجوه. للحفاظ على أداء التعلم، يجب أن تكون التقييمات عادلة وقابلة للتحقيق.
- يؤثر الدافع على نتائج التدريس بشكل مستقل عن أي زيادة في القدرة المعرفية. يتأثر دافع التعلم بالخصائص الفردية مثل الضمير ومناخ التعلم. لذلك، من المهم محاولة تقديم أكبر قدر ممكن من المهام الواقعية. يتعلم الطلاب بشكل أفضل وفقًا لسرعتهم الخاصة، وعندما يتم تعزيز الاستجابات الصحيحة على الفور، ربما من خلال «عمل جيد» سريع. بالنسبة للعديد من طلاب الجيل Z ، يمكن لاستخدام التكنولوجيا تحفيز التعلم. إن المحاكاة والألعاب والعوالم الافتراضية والشبكات عبر الإنترنت أحدثت بالفعل ثورة في كيفية تعلم الطلاب وكيف يتم تصميم وتقديم الخبرات التعليمية. يصبح المتعلمون المنغمسون في التعلم التجريبي العميق في بيئات بصرية وتفاعلية عالية منخرطين فكريًا في التجربة.
- يظهر البحث أنه من المهم خلق حاجة ملحوظة للتعلم (لماذا يجب أن أتعلم، الهدف الواقعي المرتبط) في أذهان الطلاب. عندها فقط يمكن للطلاب أن يدركوا الجزء «كيف وماذا يتعلمون» المحول من المعلم. أيضا، قدم معلومات وافرة من شأنها أن تساعد في تحديد توقعات الطلاب حول الأحداث وعواقب الإجراءات التي من المحتمل أن تحدث في بيئة التعلم. على سبيل المثال، الطلاب الذين يتعلمون أن يصبحوا بارعين في المعادلات التفاضلية قد يواجهون مواقف مرهقة، والكثير من الدراسة، وبيئة صعبة. تشير الدراسات إلى أنه يمكن تقليل التأثير السلبي لمثل هذه الحالات من خلال السماح للطلاب بمعرفة ما قد يحدث مسبقًا وتزويدهم بالمهارات اللازمة للإدارة.

#### خطط الدروس وإدارة الفصل
يعد إنشاء خطة دروس موثوقة جزءًا مهمًا من إدارة الفصل الدراسي. يتطلب القيام بذلك القدرة على دمج الاستراتيجيات الفعالة في الفصل الدراسي والطلاب والبيئة العامة. هناك العديد من الأنواع المختلفة لخطط الدروس وطرق إنشائها. يمكن للمعلمين تشجيع التفكير النقدي في إعداد مجموعة من خلال إنشاء خطط تشمل الطلاب المشاركين بشكل جماعي. الاستراتيجيات المرئية هي مكون آخر مرتبط بخطط الدروس التي تساعد في إدارة الفصل. تساعد هذه الإستراتيجيات المرئية مجموعة متنوعة من الطلاب على زيادة هيكلهم التعليمي وربما فهمهم الشامل للمادة أو ما هو موجود في خطة الدرس نفسها. كما توفر هذه الإستراتيجيات للطلاب ذوي الإعاقة خيار التعلم بطريقة أكثر كفاءة ممكنة. يحتاج المعلمون إلى تحقيق مجموعة واسعة من الاستراتيجيات التي يمكن استخدامها للحفاظ على إدارة الفصول الدراسية والطلاب. يجب أن يجدوا أفضل الاستراتيجيات لدمجها في تخطيط الدروس الخاصة بهم لفصلهم المحدد ونوع الطالب وأسلوب التدريس، وما إلى ذلك والاستفادة منها لصالحهم. يميل الفصل الدراسي إلى التدفق بشكل أفضل عندما يكون لدى المعلم درس مناسب مخطط له، حيث يوفر هيكلًا للطلاب. تأتي القدرة على الاستفادة من وقت الفصل بكفاءة مع إنشاء خطط الدروس في صميمها.

#### تعيينات
الواجبات هي إما مهام داخل الفصل الدراسي أو مهام منزلية يجب إكمالها لفترة الفصل التالي. هذه المهام مهمة لأنها تساعد على ضمان أن التعليمات توفر للطلاب هدفًا، والقدرة على الوصول إلى هناك، والاهتمام بالانخراط في سياقات أكاديمية صارمة عندما يكتسبون المحتوى والمهارات اللازمة ليتمكنوا من المشاركة في الدورات الدراسية الأكاديمية.
ويشير الخبراء إلى أنه لكي يكون فعالًا ولتحقيق الأهداف، يجب أن يأخذ تطوير مهام المهمة هذه في الاعتبار تصورات الطلاب لأنهم مختلفون عن تصورات المعلم. يمكن معالجة هذا التحدي من خلال تقديم أمثلة بدلاً من المفاهيم أو الإرشادات المجردة. تتضمن الإستراتيجية الأخرى تطوير المهام التي تتعلق على وجه التحديد باحتياجات المتعلمين واهتماماتهم والفئات العمرية. هناك أيضًا خبراء يشيرون إلى أهمية تعليم المتعلمين حول تخطيط المهام الدراسية. ويقال أن هذا يسهل مشاركة الطلاب واهتمامهم بمهمتهم. تتضمن بعض الاستراتيجيات العصف الذهني حول عملية التعيين وخلق بيئة تعليمية حيث يشعر الطلاب بالانخراط والرغبة في التفكير في تعلمهم السابق ومناقشة موضوعات محددة أو جديدة.
يوجد هناك العديد من أنواع المهام الدراسية لذا يجب على المعلم أن يقرر ما إذا كانت مهام الفصل الدراسي بالكامل، أو مجموعات صغيرة، أو ورش عمل، أو عملًا مستقلًا، أو التعلم من الأقران، أو تعاقدية:
- الفصل بأكمله — يقوم المعلم بإلقاء محاضرات في الفصل ككل ويشارك الفصل بشكل جماعي في مناقشات الفصل.
- مجموعات صغيرة — يعمل الطلاب في واجبات في مجموعات من ثلاثة أو أربعة.
- ورش العمل — يقوم الطلاب بمهام مختلفة في وقت واحد. يجب أن تكون أنشطة ورشة العمل مصممة خصيصا لخطة الدرس.
- العمل المستقل — الطلاب بإكمال المهام بشكل فردي.
- التعلم من الأقران — يعمل الطلاب معًا، وجهًا لوجه، حتى يتمكنوا من التعلم من بعضهم البعض.
- العمل التعاقدي — المعلم والطالب بإبرام اتفاق على ان الطالب يقوم بأداء قدر معين من العمل بحلول الموعد النهائي.[4]

يتيح أيضًا استخدام فئات المهام (مثل التعلم من الأقران، والمجموعات المستقلة، والصغيرة) لتوجيه خيار المعلم لإجراءالتقييم الذي يوفر معلومات عن فهم الطلاب والصفوف للمادة. كما ناقش Biggs (1999)، هناك أسئلة إضافية يمكن للمدرس وضعها في الاعتبار عند اختيار نوع المهمة التي ستوفر أكبر فائدة للطلاب. وتشمل هذه:
- ما هو مستوى التعلم الذي يحتاج الطلاب إلى تحقيقه قبل اختيار المهام بمستويات صعوبة مختلفة؟
- ما مقدار الوقت الذي يريد المعلم أن يستخدمه الطلاب لإكمال المهمة؟
- كم من الوقت والجهد الذي يحتاجه المعلم لتقديم درجات الطلاب وتعليقاتهم؟
- ما هو الغرض من المهمة؟ (على سبيل المثال لتتبع تعلم الطلاب؛ لتزويد الطلاب بالوقت لممارسة المفاهيم؛ لممارسة المهارات العرضية مثل العملية الجماعية أو البحث المستقل)
- كيف تتناسب المهمة مع بقية خطة الدرس؟ هل تختبر المهمة المعرفة بالمحتوى أم أنها تتطلب التطبيق في سياق جديد؟ [11]
- هل تتناسب خطة الدرس مع إطار معين؟ على سبيل المثال، خطة الدرس الأساسية المشتركة نسخة محفوظة 22 أكتوبر 2021 على موقع واي باك مشين. .